# Géraud de La Barthe
Géraud de La Barthe est un évêque catholique français, archevêque d'Auch de 1170 à 1191.

## Biographie
Le frère de son trisaïeul était archevêque d'Auch (Garcie II de La Barthe) de 1025 à 1036.
Géraud de la Barthe fut évêque de Toulouse avant d’exercer sa charge archiépiscopale à Auch en 1170.
Il fit le voyage en Terre Sainte où il mourut en 1190-1191.